# Hysteropterum bicorne
Hysteropterum bicorne är en insektsart som beskrevs av Kusnezov 1929. Hysteropterum bicorne ingår i släktet Hysteropterum och familjen sköldstritar. Inga underarter finns listade i Catalogue of Life.